# Exposició Universal de Melbourne (1880)
L'Exposició Universal de Melbourne va tenir lloc de l'1 d'octubre al 30 d'abril de 1880 al Royal Exhibition Building de Melbourne, Austràlia. El tema d'aquesta exposició va ser "Art, fabricacions, agricultura i productes industrials de totes les nacions".